# China nos Jogos Olímpicos de Verão da Juventude de 2010
A China participou dos Jogos Olímpicos de Verão da Juventude de 2010 em Singapura. Com uma delegação composta por 68 atletas de 19 esportes, a China conquistou 30 ouros, 16 pratas e 5 bronzes, terminando na 1ª colocação no quadro de medalhas.

## Medalhistas
| Medalhas da China nos Jogos Olímpicos de Verão da Juventude de 2010 | Medalhas da China nos Jogos Olímpicos de Verão da Juventude de 2010 | Medalhas da China nos Jogos Olímpicos de Verão da Juventude de 2010 | Medalhas da China nos Jogos Olímpicos de Verão da Juventude de 2010 | Medalhas da China nos Jogos Olímpicos de Verão da Juventude de 2010 |
| Medalha                                                             | Nome                                                                | Esporte                                                             | Evento                                                              | Data                                                                |
| ------------------------------------------------------------------- | ------------------------------------------------------------------- | ------------------------------------------------------------------- | ------------------------------------------------------------------- | ------------------------------------------------------------------- |
| Ouro                                                                | Dai Jun                                                             | Natação                                                             | 400 m livre masculino                                               | 15 de agosto                                                        |
| Ouro                                                                | Tian Yuan                                                           | Halterofilismo                                                      | Até 48 kg feminino                                                  | 15 de agosto                                                        |
| Ouro                                                                | Sun Bowei Tang Yi Liu Lan He Jianbin                                | Natação                                                             | 4x100 m livre misto                                                 | 15 de agosto                                                        |
| Ouro                                                                | He Jianbin                                                          | Natação                                                             | 100 m costas masculino                                              | 16 de agosto                                                        |
| Ouro                                                                | Bai Anqi                                                            | Natação                                                             | 200 m costas feminino                                               | 17 de agosto                                                        |
| Ouro                                                                | Deng Wei                                                            | Halterofilismo                                                      | Até 58 kg feminino                                                  | 17 de agosto                                                        |
| Ouro                                                                | Tang Yi                                                             | Natação                                                             | 100 m livre feminino                                                | 17 de agosto                                                        |
| Ouro                                                                | Lin Sheng                                                           | Esgrima                                                             | Espada individual feminino                                          | 17 de agosto                                                        |
| Ouro                                                                | Tang Yi                                                             | Natação                                                             | 200 m livre feminino                                                | 18 de agosto                                                        |
| Ouro                                                                | Liu Lan                                                             | Natação                                                             | 50 m borboleta feminino                                             | 18 de agosto                                                        |
| Ouro                                                                | Liu Lan Bai Anqi Wang Chang Tang Yi                                 | Natação                                                             | 4x100 m livre feminino                                              | 19 de agosto                                                        |
| Ouro                                                                | Zheng Shuyin                                                        | Taekwondo                                                           | Mais de 63 kg feminino                                              | 19 de agosto                                                        |
| Ouro                                                                | Liu Chang                                                           | Taekwondo                                                           | Mais de 73 kg masculino                                             | 19 de agosto                                                        |
| Ouro                                                                | Dong Yu                                                             | Ginástica de trampolim                                              | Feminino                                                            | 20 de agosto                                                        |
| Ouro                                                                | Tang Yi                                                             | Natação                                                             | 50 m livre feminino                                                 | 20 de agosto                                                        |
| Ouro                                                                | Liu Lan                                                             | Natação                                                             | 100 m borboleta feminino                                            | 20 de agosto                                                        |
| Ouro                                                                | He Jianbin Wang Ximing Liu Lan Tang Yi                              | Natação                                                             | 4x100 m medley misto                                                | 20 de agosto                                                        |
| Ouro                                                                | Hao Cheng Tang Zheng Saisai                                         | Tênis                                                               | Duplas femininas                                                    | 21 de agosto                                                        |
| Ouro                                                                | Liu Jiao                                                            | Saltos ornamentais                                                  | Plataforma 10 m feminino                                            | 22 de agosto                                                        |
| Ouro                                                                | Gao Ting Jie                                                        | Tiro                                                                | Carabina de ar 10 m masculino                                       | 22 de agosto                                                        |
| Ouro                                                                | Tan Sixin                                                           | Ginástica artística                                                 | Trave feminino                                                      | 22 de agosto                                                        |
| Ouro                                                                | Tan Sixin                                                           | Ginástica artística                                                 | Solo feminino                                                       | 22 de agosto                                                        |
| Ouro                                                                | Xie Zhenye                                                          | Atletismo                                                           | 200 m masculino                                                     | 22 de agosto                                                        |
| Ouro                                                                | Qiu Bo                                                              | Saltos ornamentais                                                  | Trampolim 3 m masculino                                             | 22 de agosto                                                        |
| Ouro                                                                | Ma Xueya Shen Yi Jin Jiabao Yang Xi                                 | Basquetebol                                                         | Torneio Feminino de Basquetebol                                     | 23 de agosto                                                        |
| Ouro                                                                | Gu Yuting                                                           | Tênis de mesa                                                       | Simples feminino                                                    | 23 de agosto                                                        |
| Ouro                                                                | Liu Binbin                                                          | Atletismo                                                           | Arremesso de martelo masculino                                      | 23 de agosto                                                        |
| Ouro                                                                | Liu Jiao                                                            | Saltos ornamentais                                                  | Trampolim 3 m feminino                                              | 23 de agosto                                                        |
| Ouro                                                                | Qiu Bo                                                              | Saltos ornamentais                                                  | Plataforma 10 m masculino                                           | 24 de agosto                                                        |
| Ouro                                                                | Wang Xiaodong                                                       | Canoagem                                                            | Slalom C1 masculino                                                 | 25 de agosto                                                        |
| Prata                                                               | Xie Jiawu                                                           | Halterofilismo                                                      | Até 56 kg masculino                                                 | 15 de agosto                                                        |
| Prata                                                               | Yuan Yuan                                                           | Luta                                                                | Livre até 52 kg feminino                                            | 16 de agosto                                                        |
| Prata                                                               | Bai Anqi                                                            | Natação                                                             | 100 m costas feminino                                               | 16 de agosto                                                        |
| Prata                                                               | Gong Xingbin                                                        | Halterofilismo                                                      | Até 69 kg masculino                                                 | 17 de agosto                                                        |
| Prata                                                               | Sun Bowei Dai Jun Wang Ximing He Jianbin                            | Natação                                                             | 4x100 m livre masculino                                             | 17 de agosto                                                        |
| Prata                                                               | Tan Sixin                                                           | Ginástica artística                                                 | Individual geral feminino                                           | 19 de agosto                                                        |
| Prata                                                               | Deng Xuan                                                           | Badminton                                                           | Simples feminino                                                    | 19 de agosto                                                        |
| Prata                                                               | Zheng Saisai                                                        | Tênis                                                               | Simples feminino                                                    | 20 de agosto                                                        |
| Prata                                                               | He Yuxiang                                                          | Ginástica de trampolim                                              | Masculino                                                           | 20 de agosto                                                        |
| Prata                                                               | Mao Yanxue                                                          | Atletismo                                                           | Marcha atlética feminina (5 km)                                     | 21 de agosto                                                        |
| Prata                                                               | Wang Dongqiang                                                      | Atletismo                                                           | 110 m com barreiras masculino                                       | 21 de agosto                                                        |
| Prata                                                               | Tan Sixin                                                           | Ginástica artística                                                 | Barras assimétricas feminino                                        | 21 de agosto                                                        |
| Prata                                                               | Jieyi Huang                                                         | Canoagem                                                            | Velocidade K1 feminino                                              | 22 de agosto                                                        |
| Prata                                                               | Gu Siyu                                                             | Atletismo                                                           | Arremesso de peso feminino                                          | 22 de agosto                                                        |
| Prata                                                               | Fang Xue                                                            | Tiro                                                                | Pistola de ar 10 m feminino                                         | 23 de agosto                                                        |
| Prata                                                               | Fu Haitao                                                           | Atletismo                                                           | Salto triplo masculino                                              | 22 de agosto                                                        |
| Bronze                                                              | Liu Lan                                                             | Natação                                                             | 200 m borboleta feminino                                            | 16 de agosto                                                        |
| Bronze                                                              | Zhu Xiaodong                                                        | Ginástica artística                                                 | Individual geral masculino                                          | 18 de agosto                                                        |
| Bronze                                                              | Zhu Xiaodong                                                        | Ginástica artística                                                 | Solo masculino                                                      | 21 de agosto                                                        |
| Bronze                                                              | Zhu Xiaodong                                                        | Ginástica artística                                                 | Barra fixa masculino                                                | 22 de agosto                                                        |
| Bronze                                                              | Xia Youlian                                                         | Atletismo                                                           | Arremesso de martelo feminino                                       | 23 de agosto                                                        |

## Atletismo

### Feminino
| Evento                          | Atleta        | Qualificação | Qualificação | Final     | Final        |
| Evento                          | Atleta        | Resultado    | Posição      | Resultado | Posição      |
| ------------------------------- | ------------- | ------------ | ------------ | --------- | ------------ |
| Arremesso de peso feminino      | Gu Siyu       | 15,71        | 2º           | 15,49     | [ 3 ]        |
| 2000 m com obstáculos feminino  | Li Lijiao     | 6:54.70      | 4º           | 6:55.20   | 4º (Final A) |
| Marcha atlética feminina (5 km) | Mao Yanxue    |              |              | 22:29.42  | [ 6 ]        |
| Lançamento de dardo feminino    | Peng Juanhong | 40,77        | 12º          | 44,53     | 4º (Final B) |
| Arremesso de martelo feminino   | Xia Youlian   | 58,00        | 4º           | 56,62     | [ 10 ]       |
| Salto com vara feminino         | Xu Huiqin     | 3,90         | 2º           | 4,10      | 4º (Final A) |
| 100 m com barreiras feminino    | Zheng Yarong  | 13.76        | 4º (2º q2)   | 13.71     | 5º (Final A) |

### Masculino
| Evento                            | Atleta                                      | Qualificação | Qualificação | Final     | Final        |
| Evento                            | Atleta                                      | Resultado    | Posição      | Resultado | Posição      |
| --------------------------------- | ------------------------------------------- | ------------ | ------------ | --------- | ------------ |
| Salto triplo masculino            | Fu Haitao                                   | 15,43        | 4º           | 16,14     | [ 16 ]       |
| Salto em distância masculino      | Haibing Huang                               | 7,51         | 3º           | 6,85      | 8º (Final A) |
| Arremesso de peso masculino       | Li Meng                                     | 20,18        | 6º           | 20,25     | 7º (Final A) |
| Arremesso de martelo masculino    | Liu Binbin                                  | 70,33        | 5º           | 73,99     | [ 22 ]       |
| 110 m com barreiras masculino     | Wang Dongqiang                              | 13.87        | 6º (1º q1)   | 13.41     | [ 24 ]       |
| Marcha atlética masculina (10 km) | Wei Xubao                                   |              |              | 45:33.80  | 5º           |
| 200 m masculino                   | Xie Zhenye                                  | 21.27        | 1º (q3)      | 21.22     | [ 27 ]       |
| Revezamento masculino             | Xie Zhenye (como integrante da equipe Ásia) |              |              | 1:54.14   | 5º           |

## Badminton
| Evento            | Atleta        | Fase de grupos | Fase de grupos                          | Fase de grupos                         | Fase de grupos                                    | Fase de grupos | Quartas-de-final                          | Semifinais                           | Final                                            | Pos. final       |
| Evento            | Atleta        | Grupo          | 1ª rodada                               | 2ª rodada                              | 3ª rodada                                         | Pos.           | Quartas-de-final                          | Semifinais                           | Final                                            | Pos. final       |
| ----------------- | ------------- | -------------- | --------------------------------------- | -------------------------------------- | ------------------------------------------------- | -------------- | ----------------------------------------- | ------------------------------------ | ------------------------------------------------ | ---------------- |
| Simples feminino  | Deng Xuan     | D              | PER Katerine Winder V 2-0 (21-12, 21-5) | NZL Victoria Cheng V 2-0 (21-9, 21-5)  | INA Renna Suwarno V 2-0 (21-11, 22-20)            | 1º             | ESP Carolina Marín V 2-0 (21-12, 21-19)   | GBR Sarah Milne V 2-0 (21-12, 21-12) | THA Sapsiree Taerattanachai D 0-2 (14-21, 17-21) | Medalha de prata |
| Simples masculino | Huang Yuxiang | F              | EGY Mahmoud Elsayad V 2-0 (21-9, 21-13) | NED Nick Fransman V 2-0 (21-11, 21-14) | ALG Mohamed Abderahim Belarbi V 2-0 (21-9, 21-11) | 1º             | THA Pisit Poodchalat D 0-2 (16-21, 19-21) | Não avançou                          | Não avançou                                      | --               |

## Basquetebol
Feminino:
| Elenco                              | Preliminares                                                                  | Preliminares | Quartas-de-final  | Semifinais         | Final                 | Pos. final      |
| Elenco                              | Grupo C                                                                       | Pos.         | Quartas-de-final  | Semifinais         | Final                 | Pos. final      |
| ----------------------------------- | ----------------------------------------------------------------------------- | ------------ | ----------------- | ------------------ | --------------------- | --------------- |
| Ma Xueya Shen Yi Jin Jiabao Yang Xi | THA Tailândia V 34-13 MLI Mali V 32-12 BRA Brasil V 28-24 CZE Chéquia V 33-19 | 1º           | JPN Japão V 26-23 | CAN Canadá V 28-21 | AUS Austrália V 33-29 | Medalha de ouro |

## Canoagem
| Evento                  | Atleta        | Tomada de tempo | Tomada de tempo | 1ª rodada                                | Repescagem                           | Oitavas-de-final                        | Quartas-de-final                            | Semi-finais                       | Final                         | Pos. final       |
| Evento                  | Atleta        | Resultado       | Pos.            | Oponente Resultado                       | Oponente Resultado                   | Oponente Resultado                      | Oponente Resultado                          | Oponente Resultado                | Oponente Resultado            | Pos. final       |
| ----------------------- | ------------- | --------------- | --------------- | ---------------------------------------- | ------------------------------------ | --------------------------------------- | ------------------------------------------- | --------------------------------- | ----------------------------- | ---------------- |
| Velocidade K1 feminino  | Huang Jieyi   | 1:41.69         | 3º              | CZE Pavlina Zasterova V 1:42.66 (bat. 3) |                                      | FRA Manon Hostens V 1:42.78 (bat. 3)    | BLR Aliaksandra Hryshyna V 1:42.71 (bat. 3) | ESP María Elena Monleón V 1:43.78 | HUN Ramona Farkasdi D 1:44.73 | Medalha de prata |
| Slalom K1 feminino      | Huang Jieyi   | 1:58.52         | 16º             | BEL Hermien Peters D 2:05.78 (bat. 8)    | RSA Kerry Segal V 1:58.94 (rep. 4)   | Não avançou                             | Não avançou                                 | Não avançou                       | Não avançou                   | --               |
| Velocidade C1 masculino | Wang Xiaodong | 2:02.09         | 11º             | MEX Pedro Castañeda D 2:05.51 (bat. 5)   | ARM Edgar Babayan V 2:07.19 (rep. 3) | MDA Alexandru Tiganu D 2:02.75 (bat. 4) | Não avançou                                 | Não avançou                       | Não avançou                   | --               |
| Slalom C1 masculino     | Wang Xiaodong | 1:32.61         | 1º              | RUS Alexey Volgin V 1:33.91 (bat. 1)     |                                      | ANG José Chimbumba V 1:34.98 (bat. 1)   | ROM Andrei Liferi V 1:36.07 (bat. 1)        | UKR Anatolii Melnyk V 1:36.60     | GER Dennis Soeter V 1:32.66   | Medalha de ouro  |

## Desportos aquáticos

### Natação

#### Feminino
| Prova                    | Atleta                              | Elims.  | Elims.      | Semifinal   | Semifinal    | Final           | Final             |
| Prova                    | Atleta                              | Tempo   | Pos.        | Tempo       | Pos.         | Tempo           | Pos.              |
| ------------------------ | ----------------------------------- | ------- | ----------- | ----------- | ------------ | --------------- | ----------------- |
| 100 m costas feminino    | Bai Anqi                            | 1:03.40 | 3º (2º q5)  | 1:02.33     | 1º (sf2)     | 1:01.97         | Medalha de prata  |
| 200 m costas feminino    | Bai Anqi                            | 2:14.94 | 3º (2º q4)  |             |              | 2:11.46         | Medalha de ouro   |
| 50 m borboleta feminino  | Liu Lan                             | 27.81   | 3º (2º q1)  | 27.15       | 2º (2º sf2)  | 26.97           | Medalha de ouro   |
| 100 m borboleta feminino | Liu Lan                             | 1:01.24 | 5º (2º q4)  | 1:00.28     | 1º (sf2)     | 59.67           | Medalha de ouro   |
| 200 m borboleta feminino | Liu Lan                             | 2:15.51 | 8º (2º q2)  |             |              | 2:11.94         | Medalha de bronze |
| 50 m livre feminino      | Tang Yi                             | 26.00   | 3º (1º q9)  | 25.68       | 3º (2º sf2)  | 25.40           | Medalha de ouro   |
| 100 m livre feminino     | Tang Yi                             | 57.22   | 4º (1º q7)  | 56.22       | 2º (1º sf1)  | 54.46           | Medalha de ouro   |
| 200 m livre feminino     | Tang Yi                             | 2:02.48 | 2º (1º q6)  |             |              | 1:58.78         | Medalha de ouro   |
| 50 m peito feminino      | Wang Chang                          | 33.38   | 11º (3º q2) | 33.29       | 10º (6º sf2) | Não avançou     | Não avançou       |
| 100 m peito feminino     | Wang Chang                          | 1:13.50 | 17º (6º q5) | Não avançou | Não avançou  | Não avançou     | Não avançou       |
| 4x100 m livre feminino   | Liu Lan Bai Anqi Wang Chang Tang Yi | 3:54.12 | 1º (q2)     |             |              | 3:46.64         | Medalha de ouro   |
| 4x100 m medley feminino  | Liu Lan Bai Anqi Wang Chang Tang Yi | 4:13.63 | 4º (2º q2)  |             |              | Desclassificado | --                |

#### Masculino
| Prova                     | Atleta                                   | Elims.  | Elims.      | Semifinal | Semifinal    | Final       | Final            |
| Prova                     | Atleta                                   | Tempo   | Pos.        | Tempo     | Pos.         | Tempo       | Pos.             |
| ------------------------- | ---------------------------------------- | ------- | ----------- | --------- | ------------ | ----------- | ---------------- |
| 200 m livre masculino     | Dai Jun                                  | 1:51.42 | 5º (1º q5)  |           |              | 1:51.66     | 6º               |
| 400 m livre masculino     | Dai Jun                                  | 3:56.63 | 4º (1º q4)  |           |              | 3:50.91     | Medalha de ouro  |
| 50 m livre masculino      | He Jianbin                               | 23.62   | 10º (3º q7) | 23.09     | 4º (2º sf1)  | 23.01       | 4º               |
| 100 m livre masculino     | He Jianbin                               | 51.83   | 13º (3º q7) | 50.89     | 7º (5º sf1)  | 50.69       | 5º               |
| 100 m costas masculino    | He Jianbin                               | 57.18   | 4º (2º q4)  | 56.10     | 2º (1º sf1)  | 55.16       | Medalha de ouro  |
| 50 m borboleta masculino  | Sun Bowei                                | 25.52   | 7º (2º q1)  | 25.12     | 7º (4º sf2)  | 25.20       | 6º               |
| 100 m borboleta masculino | Sun Bowei                                | 55.30   | 13º (5º q3) | 54.73     | 12º (7º sf2) | Não avançou | Não avançou      |
| 100 m peito masculino     | Wang Ximing                              | 1:05.07 | 14º (3º q3) | 1:04.30   | 8º (4º sf2)  | 1:04.55     | 8º               |
| 4x100 m livre masculino   | Sun Bowei Dai Jun Wang Ximing He Jianbin | 3:27.11 | 3º (1º q1)  |           |              | 3:24.46     | Medalha de prata |
| 4x100 m medley masculino  | Sun Bowei Dai Jun Wang Ximing He Jianbin | 3:48.49 | 5º (2º q1)  |           |              | 3:44.51     | 4º               |

#### Misto
| Prova                | Atleta                                 | Elims.  | Elims.     | Semifinal | Semifinal | Final   | Final           |
| Prova                | Atleta                                 | Tempo   | Pos.       | Tempo     | Pos.      | Tempo   | Pos.            |
| -------------------- | -------------------------------------- | ------- | ---------- | --------- | --------- | ------- | --------------- |
| 4x100 m livre misto  | Sun Bowei Liu Lan He Jianbin Tang Yi   | 3:39.39 | 6º (1º q1) |           |           | 3:31.34 | Medalha de ouro |
| 4x100 m medley misto | Wang Ximing Tang Yi Liu Lan He Jianbin | 3:56.78 | 1º (q1)    |           |           | 3:52.52 | Medalha de ouro |

### Saltos ornamentais
| Evento                               | Atleta   | Elims. | Elims. | Final  | Final           |
| Evento                               | Atleta   | Pontos | Pos.   | Pontos | Pos. final      |
| ------------------------------------ | -------- | ------ | ------ | ------ | --------------- |
| Trampolim 3 m individual feminino    | Liu Jiao | 505.35 | 1º     | 511.35 | Medalha de ouro |
| Plataforma 10 m individual feminino  | Liu Jiao | 491.45 | 1º     | 479.60 | Medalha de ouro |
| Trampolim 3 m individual masculino   | Qiu Bo   | 618.75 | 1º     | 607.15 | Medalha de ouro |
| Plataforma 10 m individual masculino | Qiu Bo   | 643.25 | 1º     | 673.50 | Medalha de ouro |

## Esgrima
| Evento                      | Atleta        | Qualificação | Qualificação | Oitavas-de-final         | Quartas-de-final          | Semifinais                    | Final                       | Pos. final      |
| Evento                      | Atleta        | Oponente Resultado | Pos.         | Oponente Resultado       | Oponente Resultado        | Oponente Resultado            | Oponente Resultado          | Pos. final      |
| --------------------------- | ------------- | --- | ------------ | ------------------------ | ------------------------- | ----------------------------- | --------------------------- | --------------- |
| Espada individual feminino  | Lin Sheng     | SIN R. H. Rahardja V 5-2 PLE Damyan Jaqman V 5-0 USA Katharine Holmes V 5-1 ITA Alberta Santuccio V 5-2 POL Martyna Swatowska V 5-4 SUI Pauline Brunner V 5-1 | 1º           | Sem oponente             | GBR Amy Radford V 15-5    | POL Martyna Swatowska V 15-11 | ITA Alberta Santuccio V 9-8 | Medalha de ouro |
| Sabre individual feminino   | Wan Yini      | USA Celina Merza D 3-5 COD Makwanya Nyabileke V 5-1 GER Anja Musch V 5-3 IRQ Ema Hilwiyah V 5-4 POL Angelika Wator V 5-4 UKR Alina Komaschuk D 3-5            | 5º           | IRQ Ema Hilwiyah V 15-1  | GER Anja Musch D 6-15     | Não avançou                   | Não avançou                 | 6º              |
| Florete individual feminino | Wang Lianlian | ESA Ivania Carbello Barrera V 2-1 SIN Ye Ying Liane Wong D 1-5 KOR Choi Duk-Ha V 5-3 HUN Dóra Lupkovics V 5-3 SVK Michalla Celerova D 0-5                     | 11º          | EGY Menatalla Daw V 15-4 | CAN Alanna Goldie D 11-15 | Não avançou                   | Não avançou                 | 8º              |

| Evento         | Atleta                                               | Oitavas-de-final   | Quartas-de-final        | Semifinais              | Disputa pelo bronze       | Pos. final |
| Evento         | Atleta                                               | Oponente Resultado | Oponente Resultado      | Oponente Resultado      | Oponente Resultado        | Pos. final |
| -------------- | ---------------------------------------------------- | ------------------ | ----------------------- | ----------------------- | ------------------------- | ---------- |
| Equipes mistas | Lin Sheng (como integrante da equipe Ásia-Oceania 1) | Sem oponente       | Equipe Europa 4 V 30-24 | Equipe Europa 2 D 27-30 | Equipe Américas 1 D 24-30 | 4º         |

| Evento         | Atleta                                                             | Oitavas-de-final   | Quartas-de-final        | Classificação 5-8       | Disputa pelo 7º lugar     | Pos. final |
| Evento         | Atleta                                                             | Oponente Resultado | Oponente Resultado      | Oponente Resultado      | Oponente Resultado        | Pos. final |
| -------------- | ------------------------------------------------------------------ | ------------------ | ----------------------- | ----------------------- | ------------------------- | ---------- |
| Equipes mistas | Wan Yini e Wang Linlin (como integrantes da equipe Ásia-Oceania 2) | Sem oponente       | Equipe Europa 2 D 21-30 | Equipe Europa 4 D 23-30 | Equipe Américas 2 D 27-28 | 8º         |

## Ginástica

### Ginástica artística
| Atleta       | Evento                       | Qualificação | Qualificação | Final por aparelhos | Final por aparelhos | Final individual geral | Final individual geral | Final individual geral | Final individual geral | Final individual geral | Final individual geral | Final individual geral | Final individual geral | Final individual geral | Final individual geral |
| Atleta       | Evento                       | Result.      | Pos.         | Result.             | Pos.                | Barras assimétricas    | Trave                  | Solo                   | Salto                  | Cavalo com alças       | Argolas                | Barras paralelas       | Barra fixa             | Total                  | Pos.                   |
| ------------ | ---------------------------- | ------------ | ------------ | ------------------- | ------------------- | ---------------------- | ---------------------- | ---------------------- | ---------------------- | ---------------------- | ---------------------- | ---------------------- | ---------------------- | ---------------------- | ---------------------- |
| Tan Sixin    | Salto feminino               | 14.150       | 3º           | Desistiu            | Desistiu            |                        |                        |                        |                        |                        |                        |                        |                        |                        |                        |
| Tan Sixin    | Barras assimétricas feminino | 14.500       | 2º           | 14.125              | Medalha de prata    |                        |                        |                        |                        |                        |                        |                        |                        |                        |                        |
| Tan Sixin    | Trave feminino               | 15.500       | 1º           | 15.550              | Medalha de ouro     |                        |                        |                        |                        |                        |                        |                        |                        |                        |                        |
| Tan Sixin    | Solo feminino                | 13.950       | 2º           | 14.525              | Medalha de ouro     |                        |                        |                        |                        |                        |                        |                        |                        |                        |                        |
| Tan Sixin    | Individual geral feminino    | 58.100       | 2º           |                     |                     | 14.350                 | 15.350                 | 14.400                 | 14.400                 |                        |                        |                        |                        | 58.500                 | Medalha de prata       |
| Zhu Xiaodong | Solo masculino               | 14.600       | 1º           | 14.300              | Medalha de bronze   |                        |                        |                        |                        |                        |                        |                        |                        |                        |                        |
| Zhu Xiaodong | Cavalo com alças masculino   | 13.600       | 9º           | Não avançou         | Não avançou         |                        |                        |                        |                        |                        |                        |                        |                        |                        |                        |
| Zhu Xiaodong | Argolas masculino            | 14.200       | 3º           | 13.775              | 7º                  |                        |                        |                        |                        |                        |                        |                        |                        |                        |                        |
| Zhu Xiaodong | Salto masculino              | 15.900       | 1º           | Desistiu            | Desistiu            |                        |                        |                        |                        |                        |                        |                        |                        |                        |                        |
| Zhu Xiaodong | Barras paralelas masculino   | 13.650       | 12º          | Não avançou         | Não avançou         |                        |                        |                        |                        |                        |                        |                        |                        |                        |                        |
| Zhu Xiaodong | Barra fixa masculino         | 14.150       | 3º           | 14.100              | Medalha de bronze   |                        |                        |                        |                        |                        |                        |                        |                        |                        |                        |
| Zhu Xiaodong | Individual geral masculino   | 86.100       | 4º           |                     |                     |                        |                        | 14.300                 | 15.700                 | 13.600                 | 13.500                 | 13.750                 | 14.100                 | 85.000                 | Medalha de bronze      |

### Ginástica rítmica
| Evento           | Atleta      | Qualificação | Qualificação | Qualificação | Qualificação | Qualificação | Qualificação | Final       | Final       | Final       | Final       | Final       | Final       |
| Evento           | Atleta      | Corda        | Arco         | Maças        | Fita         | Total        | Pos.         | Corda       | Arco        | Maças       | Fita        | Total       | Pos. final  |
| ---------------- | ----------- | ------------ | ------------ | ------------ | ------------ | ------------ | ------------ | ----------- | ----------- | ----------- | ----------- | ----------- | ----------- |
| Individual geral | Manqin Wang | 20.200       | 20.700       | 20.950       | 20.000       | 81.850       | 15º          | Não avançou | Não avançou | Não avançou | Não avançou | Não avançou | Não avançou |

### Ginástica de trampolim
| Evento    | Atleta     | Qualificação | Qualificação | Final   | Final            |
| Evento    | Atleta     | Result.      | Pos.         | Result. | Pos.             |
| --------- | ---------- | ------------ | ------------ | ------- | ---------------- |
| Feminino  | Dong Yu    | 68.400       | 1º           | 39.900  | Medalha de ouro  |
| Masculino | He Yuxiang | 68.800       | 1º           | 40.700  | Medalha de prata |

## Halterofilismo
| Evento              | Atleta       | Peso corporal (kg) | Arranque (kg) | Arranque (kg) | Arranque (kg) | Arranque (kg) | Arremesso (kg) | Arremesso (kg) | Arremesso (kg) | Arremesso (kg) | Total (kg) | Pos. final       |
| Evento              | Atleta       | Peso corporal (kg) | 1             | 2             | 3             | Res.          | 1              | 2              | 3              | Res.           | Total (kg) | Pos. final       |
| ------------------- | ------------ | ------------------ | ------------- | ------------- | ------------- | ------------- | -------------- | -------------- | -------------- | -------------- | ---------- | ---------------- |
| Até 58 kg feminino  | Deng Wei     | 57,37              | 100           | 105           | 110           | 110           | 125            | 132            | 137            | 132            | 242        | Medalha de ouro  |
| Até 62 kg masculino | Gong Xingbin | 68,37              | 128           | 133           | 135           | 133           | 160            | 165            | 165            | 160            | 293        | Medalha de prata |
| Até 48 kg feminino  | Tian Yuan    | 47,82              | 75            | 80            | 85            | 85            | 95             | 100            | 105            | 105            | 190        | Medalha de ouro  |
| Até 56 kg masculino | Xie Jiawu    | 55,83              | 108           | 113           | 117           | 117           | 132            | 137            | 140            | 137            | 254        | Medalha de prata |

## Hipismo
| Evento            | Atleta                                               | Cavalo           | Preliminares | Preliminares | Preliminares | Preliminares | Preliminares | Preliminares | Final       | Final       | Pos. final       |
| Evento            | Atleta                                               | Cavalo           | Rodada A     | Rodada A     | Rodada B     | Rodada B     | Rodada B     | Total A+B    | Penal.      | Tempo       | Pos. final       |
| Evento            | Atleta                                               | Cavalo           | Penal. salto | Pos.         | Penal. salto | Penal. tempo | Total B      | Total A+B    | Penal.      | Tempo       | Pos. final       |
| ----------------- | ---------------------------------------------------- | ---------------- | ------------ | ------------ | ------------ | ------------ | ------------ | ------------ | ----------- | ----------- | ---------------- |
| Saltos individual | Xu Zhengyang                                         | Foxdale Villarni | 12           | 23º          | 12           | 2            | 14           | 26           | Não avançou | Não avançou | 26º              |
| Saltos por equipe | Xu Zhengyang (como integrante da equipe Australásia) | Foxdale Villarni | 4            | 1º           | 4            | 0            | 4            | 8            | 4           | 154.26      | Medalha de prata |

## Lutas
| Evento                   | Atleta    | Preliminares           | Preliminares                    | Preliminares             | Preliminares | Final                        | Pos. final |
| Evento                   | Atleta    | 1ª rodada              | 2ª rodada                       | 3ª rodada                | Pos.         | Oponente Resultado           | Pos. final |
| Evento                   | Atleta    | Oponente Resultado     | Oponente Resultado              | Oponente Resultado       | Pos.         | Oponente Resultado           | Pos. final |
| ------------------------ | --------- | ---------------------- | ------------------------------- | ------------------------ | ------------ | ---------------------------- | ---------- |
| Livre até 52 kg feminino | Yuan Yuan | COL Sayury Canon V 3-0 | VIE Thị Diễm Quỳnh Nguyễn V 3-0 | NOR Karoline Løvik V 3-0 | 1º           | AZE Patimat Bagomedova D 1-3 | [ 29 ]     |

## Pentatlo moderno
| Evento               | Atleta                          | Esgrima (Espada 1 toque) | Esgrima (Espada 1 toque) | Esgrima (Espada 1 toque) | Natação (200 m livre) | Natação (200 m livre) | Natação (200 m livre) | Corrida e tiro (3000 m, pistola a laser) | Corrida e tiro (3000 m, pistola a laser) | Corrida e tiro (3000 m, pistola a laser) | Pontuação total | Pos. final       |
| Evento               | Atleta                          | Result.                  | Pos.                     | Pontos                   | Tempo                 | Pos.                  | Pontos                | Tempo                                    | Pos.                                     | Pontos                                   | Pontuação total | Pos. final       |
| -------------------- | ------------------------------- | ------------------------ | ------------------------ | ------------------------ | --------------------- | --------------------- | --------------------- | ---------------------------------------- | ---------------------------------------- | ---------------------------------------- | --------------- | ---------------- |
| Individual masculino | Han Jiahao                      | 12                       | 7º                       | 840                      | 2:01.49               | 1º                    | 1344                  | 11:52.80                                 | 15º                                      | 2152                                     | 4336            | 11º              |
| Individual feminino  | Zhu Wenjing                     | 12                       | 10º                      | 840                      | 2:26.54               | 16º                   | 1044                  | 12:37.04                                 | 4º                                       | 1972                                     | 3856            | 7º               |
| Equipes mistas       | Han Jiahao e USA Anna Olesinski | 46                       | 11º                      | 820                      | 2:04.24               | 8º                    | 1312                  | 15:34.18                                 | 6º                                       | 2344                                     | 4476            | 6º               |
| Equipes mistas       | Zhu Wenjing e KOR Kim Dae-Beom  | 50                       | 6º                       | 860                      | 2:02.99               | 5º                    | 1328                  | 15:17.11                                 | 3º                                       | 2412                                     | 4600            | Medalha de prata |

## Remo
| Evento                  | Atleta      | Elim.   | Elim.       | Repescagem | Repescagem  | Semifinais | Semifinais   | Final   | Final        |
| Evento                  | Atleta      | Tempo   | Pos.        | Tempo      | Pos.        | Tempo      | Pos.         | Tempo   | Pos.         |
| ----------------------- | ----------- | ------- | ----------- | ---------- | ----------- | ---------- | ------------ | ------- | ------------ |
| Skiff simples feminino  | Cao Ting    | 3:54.83 | 3º (bat. 4) | 3:56.58    | 1º (rep. 4) | 3:56.61    | 2º (sf A/B1) | 3:55.58 | 6º (Final A) |
| Skiff simples masculino | Zheng Yueqi | 3:26.64 | 2º (bat. 1) | 3:27.38    | 1º (rep. 1) | 3:27.38    | 2º (sf A/B2) | 3:24.62 | 4º (Final A) |

## Taekwondo
| Evento                  | Atleta       | 1ª rodada    | Quartas-de-final             | Semifinais              | Final                      | Pos. final      |
| ----------------------- | ------------ | ------------ | ---------------------------- | ----------------------- | -------------------------- | --------------- |
| Até 44 kg feminino      | Li Zhaoyi    | Sem oponente | TJK Shukrona Sharifova D 1-3 | Não avançou             | Não avançou                | 6º              |
| Mais de 73 kg masculino | Liu Chang    | Sem oponente | INA Macho Hungan V 7-2       | JOR Yazan Alsadeq V 2-1 | GER Ibrahim Ahmadsei V 5-4 | Medalha de ouro |
| Mais de 63 kg feminino  | Zheng Shuyin | Sem oponente | USA Adrienne Ivey V 1-0      | CUB Yuleimi Abreu V 8-2 | MEX Briseida Acosta V 2-1  | Medalha de ouro |

## Tênis
| Evento            | Atleta                      | 1ª rodada                                                         | 2ª rodada                                    | Quartas-de-final                                   | Semifinais                                                    | Final                                                          | Pos. final       |
| Evento            | Atleta                      | Oponente Resultado                                                | Oponente Resultado                           | Oponente Resultado                                 | Oponente Resultado                                            | Oponente Resultado                                             | Pos. final       |
| ----------------- | --------------------------- | ----------------------------------------------------------------- | -------------------------------------------- | -------------------------------------------------- | ------------------------------------------------------------- | -------------------------------------------------------------- | ---------------- |
| Simples masculino | Ouyang Bowen                | PHI Jeson Patrombon V 2-1 (6-7, 6-3 e 6-4)                        | HUN Máté Zsiga D 0-2 (4-6 e 2-6)             | Não avançou                                        | Não avançou                                                   | Não avançou                                                    | --               |
| Simples feminino  | Tang Haochen                | MAD Niriantsa Rasomalala V 2-0 (6-0 e 7-5)                        | ROM Cristina Dinu V 2-1 (7-6, 2-6 e 6-2)     | RUS Daria Gavrilova D 0-2 (0-6 e 2-6)              | Não avançou                                                   | Não avançou                                                    | --               |
| Simples feminino  | Zheng Saisai                | PUR Mónica Puig V 2-0 (6-2 e 6-4)                                 | MAD Zarah Razafimahatratra V 2-0 (6-4 e 6-2) | TUN Ons Jabeur V 2-0 (7-6 e 6-2)                   | HUN Tímea Babos V 2-0 (6-4 e 6-1)                             | RUS Daria Gavrilova D 1-2 (6-2, 2-6 e 0-6)                     | Medalha de prata |
| Duplas masculinas | Ouyang Bowen e Wang Chuhan  | GBR Oliver Golding CZE Jiří Veselý D 1-2 (3-6, 6-3 e 6-10)        |                                              | Não avançou                                        | Não avançou                                                   | Não avançou                                                    | --               |
| Duplas femininas  | Tang Haochen e Zheng Saisai | SRB Doroteja Erić GER Anna-Lena Friedsam V 2-1 (7-5, 2-6 e 13-11) |                                              | ROM Cristina Dinu TUN Ons Jabeur V 2-0 (6-2 e 6-3) | HUN Tímea Babos BEL An-Sophie Mestach V 2-1 (3-6, 6-3 e 10-7) | SVK Jana Čepelová SVK Chantal Škamlová V 2-1 (6-4, 3-6 e 10-4) | Medalha de ouro  |

| Evento            | Atleta      | 1ª rodada                           | Torneio de consolação                     | Torneio de consolação | Torneio de consolação | Torneio de consolação | Pos. final |
| Evento            | Atleta      | 1ª rodada                           | 1ª rodada                                 | Quartas-de-final      | Semifinais            | Final                 | Pos. final |
| Evento            | Atleta      | Oponente Resultado                  | Oponente Resultado                        | Oponente Resultado    | Oponente Resultado    | Oponente Resultado    | Pos. final |
| ----------------- | ----------- | ----------------------------------- | ----------------------------------------- | --------------------- | --------------------- | --------------------- | ---------- |
| Simples masculino | Wang Chuhan | RUS Victor Baluda D 0-2 (5-7 e 2-6) | GER Kevin Krawietz D 0-1 (5-7, abandonou) | Não avançou           | Não avançou           | Não avançou           | --         |

## Tênis de mesa
| Evento           | Atleta                                                | Preliminares | Preliminares | Preliminares | 2ª fase                        | 2ª fase | 2ª fase                        | Quartas-de-final                                                  | Semifinais                                           | Final                                                | Pos. final |
| Evento           | Atleta                                                | Grupo        | Confrontos | Pos.         | Grupo                          | Confrontos | Pos.                           | Quartas-de-final                                                  | Semifinais                                           | Final                                                | Pos. final |
| ---------------- | ----------------------------------------------------- | ------------ | --- | ------------ | ------------------------------ | --- | ------------------------------ | ----------------------------------------------------------------- | ---------------------------------------------------- | ---------------------------------------------------- | ---------- |
| Simples feminino | Gu Yuting                                             | H            | IND Mallika Bhandarkar V 3-0 (12-10, 11-2, 11-6) PRK Kim Song I D 2-3 (8-11, 11-6, 10-12, 11-3, 9-11)                 | 2º           | DD                             | RUS Yana Noskova V 3-0 (14-12, 11-9, 11-6) EGY Dina Meshref V 3-0 (11-9, 11-7, 11-5) JPN Ayuka Tanioka V 3-0 (11-2, 11-2, 12-10) | 1º                             | PRK Kim Song I V 4-3 (13-11, 10-12, 11-8, 8-11, 8-11, 11-7, 11-6) | KOR Yang Ha-Eun V 4-1 (11-8, 11-7, 11-7, 7-11, 11-2) | SIN Isabelle Siyun Li V 4-0 (11-8, 11-5, 11-8, 11-9) | [ 33 ]     |
| Equipes mistas   | Gu Yuting e TUN Adem Hmam (Equipe Intercontinental 1) | D            | PRK Coreia do Norte V 2-1 (3-1, 0-3, 3-1) NED Países Baixos V 2-1 (3-0, 1-3, 3-1) Pan-América 3 V 2-1 (3-0, 1-3, 3-0) | 1º           | Europa 2 V 2-1 (3-0, 2-3, 3-2) | Europa 2 V 2-1 (3-0, 2-3, 3-2)                                                                                                   | Europa 2 V 2-1 (3-0, 2-3, 3-2) | TPE Taipé Chinês V 2-1 (3-0, 0-3, 3-1)                            | JPN Japão D 1-2 (3-0, 0-3, 1-3)                      | PRK Coreia do Norte V 2-1 (3-0, 2-3, 3-1)*           | [ 35 ]     |

* Disputa pelo bronze.

## Tiro
| Evento                        | Atleta       | Qualificação | Qualificação | Qualificação | Qualificação | Qualificação | Qualificação | Qualificação | Qualificação | Final       | Final       | Final       | Final       | Final       | Final       | Final       | Final       | Final       | Final       | Final       | Final       | Final            |
| Evento                        | Atleta       | 1            | 2            | 3            | 4            | 5            | 6            | Total        | Pos.         | 1           | 2           | 3           | 4           | 5           | 6           | 7           | 8           | 9           | 10          | Total final | Total       | Pos. final       |
| ----------------------------- | ------------ | ------------ | ------------ | ------------ | ------------ | ------------ | ------------ | ------------ | ------------ | ----------- | ----------- | ----------- | ----------- | ----------- | ----------- | ----------- | ----------- | ----------- | ----------- | ----------- | ----------- | ---------------- |
| Pistola de ar 10 m feminino   | Fang Xue     | 94           | 95           | 94           | 95           |              |              | 378          | 2º           | 9.2         | 10.0        | 9.3         | 9.1         | 9.3         | 10.5        | 8.4         | 8.6         | 9.1         | 10.0        | 93.5        | 471.5       | Medalha de prata |
| Carabina de ar 10 m masculino | Gao Ting Jie | 99           | 97           | 99           | 100          | 100          | 99           | 594          | 1º           | 8.9         | 10.3        | 10.0        | 10.7        | 10.5        | 9.6         | 10.3        | 10.1        | 10.0        | 10.5        | 100.9       | 694.9       | Medalha de ouro  |
| Pistola de ar 10 m masculino  | Jia Xiayong  | 95           | 96           | 96           | 93           | 95           | 97           | 572          | 3º           | 9.5         | 9.2         | 10.5        | 9.3         | 9.7         | 9.7         | 10.0        | 9.4         | 9.9         | 10.0        | 97.2        | 669.2       | 7º               |
| Carabina de ar 10 m feminino  | Shen Li      | 98           | 97           | 99           | 96           |              |              | 390          | 12º          | Não avançou | Não avançou | Não avançou | Não avançou | Não avançou | Não avançou | Não avançou | Não avançou | Não avançou | Não avançou | Não avançou | Não avançou | Não avançou      |

## Tiro com arco
| Evento               | Atleta                         | Qualificatória | Qualificatória | 1ª rodada                                   | Oitavas-de-final                            | Quartas-de-final                               | Semi-finais        | Final              | Pos. final |
| Evento               | Atleta                         | Resultado      | Pos.           | Oponente Resultado                          | Oponente Resultado                          | Oponente Resultado                             | Oponente Resultado | Oponente Resultado | Pos. final |
| -------------------- | ------------------------------ | -------------- | -------------- | ------------------------------------------- | ------------------------------------------- | ---------------------------------------------- | ------------------ | ------------------ | ---------- |
| Individual masculino | Luo Siyue                      | 636            | 7º             | BUL Teodor Todorov D 0-6                    | Não avançou                                 | Não avançou                                    | Não avançou        | Não avançou        | --         |
| Individual feminino  | Song Jia                       | 619            | 10º            | SLO Brina Bozic V 6-4                       | UKR Lidiia Sichenikova V 7-3                | TPE Tan Ya-Ting D 0-6                          | Não avançou        | Não avançou        | 7º         |
| Equipes mistas       | Luo Siyue e BLR Iryna Hul      |                |                | BEL Zoe Gobbels/ CZE Frantisek Hajduk V 6-2 | FIN Tanja Sorsa/ RUS Bolot Tsybzhitov V 6-5 | ITA Gloria Filippi/ BLR Anton Karoukin D 2-6   | Não avançou        | Não avançou        | 7º         |
| Equipes mistas       | Song Jia e ITA Lorenzo Pianesi |                |                | SIN Elizabeth Cheok/ MEX Jafet Farjat V 6-0 | JPN Mai Okubo/ TPE Ku Yuan-Hsiang V 6-0     | GRE Zoi Paraskevopoulou/ SLO Gregor Rahj D 4-6 | Não avançou        | Não avançou        | 6º         |

## Triatlo
| Evento               | Triatleta                                     | Natação | Transição 1 | Ciclismo | Transição 2 | Corrida | Tempo total | Pos. |
| -------------------- | --------------------------------------------- | ------- | ----------- | -------- | ----------- | ------- | ----------- | ---- |
| Individual masculino | Cheng Ru                                      | 9:16    | 0:34        | 29:26    | 0:25        | 17:45   | 57:26.94    | 16º  |
| Individual feminino  | Ma Mingxiu                                    | 10:06   | 0:36        | 35:22    | 0:30        | 22:21   | 1:08:55.96  | 26º  |
| Revezamento          | Cheng Ru (como integrante da equipe Ásia 1)   |         |             |          |             |         | 1:23:20.88  | 8º   |
| Revezamento          | Ma Mingxiu (como integrante da equipe Ásia 2) |         |             |          |             |         | 1:27:40.62  | 13º  |

## Vela
| Evento             | Atleta    | Regata | Regata | Regata | Regata | Regata | Regata | Regata | Regata | Regata | Regata | Regata | Regata | Total | Posição |
| Evento             | Atleta    | 1      | 2      | 3      | 4      | 5      | 6      | 7      | 8      | 9      | 10     | 11     | M      | Total | Posição |
| ------------------ | --------- | ------ | ------ | ------ | ------ | ------ | ------ | ------ | ------ | ------ | ------ | ------ | ------ | ----- | ------- |
| Byte CII feminino  | Gu Min    | 10     | 12     | 19     | 2      | 17     | DSQ    | 1      | 9      | 9      | 18     | 1      | 9      | 88    | 8º      |
| Byte CII masculino | Wang Zili | 5      | 24     | 12     | 1      | 15     | 26     | 22     | 24     | 2      | 5      | 6      | 23     | 115   | 13º     |

Notas:
- M - Regata da Medalha
- OCS – On the Course Side of the starting line
- DSQ – Disqualified (Desclassificado)
- DNF – Did Not Finish (Não completou)
- DNS – Did Not Start (Não largou)
- BFD – Black Flag Disqualification (Desclassificado por bandeira preta)
- RAF – Retired after Finishing (Retirou-se após completar a prova)